# Chrysobothris rugifrons
Chrysobothris rugifrons es una especie de escarabajo del género Chrysobothris, familia Buprestidae. Fue descrita científicamente por  Kerremans en 1893.